# Výbuch v Rjongčchonu

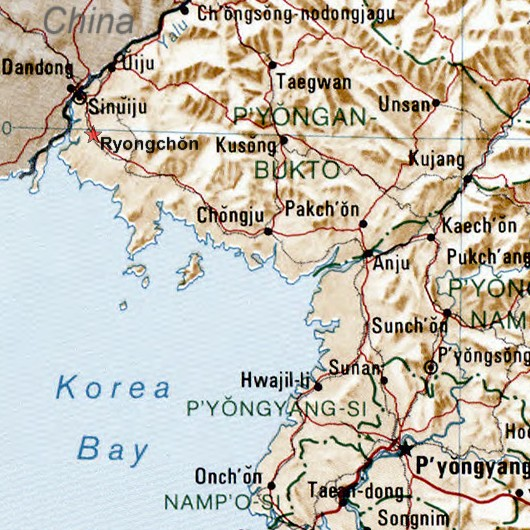
Rjongčchon na mapě vlevo nahoře

Výbuch v Rjongčchonu je označení pro železniční neštěstí, ke kterému došlo 22. dubna 2004 ve 12.10 místního času v Rjongčchonu v Severní Koreji. Výbuch zabil přinejmenším 161 osob, zranil přibližně 1300 a zničil přibližně 40 % centra města.
Přes Rjongčchon ležící v provincii Severní Pchjongan jen přibližně dvacet kilometrů od čínsko-severokorejské státní hranice prochází důležitá železniční trať Pchjongjang – Sinŭidžu vedoucí ze severokorejského hlavního města, Pchjongjangu do Sinuidžu a dále po mostě Čínsko-korejského přátelství přes řeku Jalu do Tan-tungu v Čínské lidové republice.
Prvotní zprávy byly nejednotné a podle nich došlo k výbuchu v důsledku srážky nákladních vlaků s zkapalněným zemním plynem a nebo dynamitem. Dva dny po nehodě uvedla tisková agentura Nová Čína, že došlo ke srážce vlaku s ropou a vlaku s dusičnanem amonným, při které jiskry z porušeného trolejového vedení zapálily ropu a dusičnan amonný vybuchl. Tyto informace odpovídají těm uveřejněným ruským TASSem, japonskou agenturou Kjódó a následně i Korejskou centrální zpravodajskou agenturou.
Protože několik hodin po události projížděl nádražím severokorejský vůdce Kim Čong-il, objevily se spekulace, zda se nejednalo o pokus o atentát (čemuž ale jinak nic nenasvědčovalo) nebo zda změny jízdního řádu v souvislosti s průjezdem zvláštního vlaku nepřispěly ke zmatku a tím ke srážce nákladních vlaků.